# Лука (персонаж)
Лука — герой пьесы Максима Горького «На дне»; 60-летний странник.
Одни исследователи считают Луку «шарлатаном гуманности», «лукавым успокоителем страждущих, жаждущих забвения во лжи». С их точки зрения, «проповедник утешительных иллюзий приносит только вред». Другие горьковеды утверждают, что «Лука создаёт в ночлежке атмосферу человечности» и что «его мораль целиком укладывается в границы христианской этики».

## Особенности образа
В. А. Ханов отмечает, что имя Лука образовано от латинского lux — «светоносный, свет»; в переводе на русский язык это имя означает «при восходе солнца родившийся».

#### Истоки образа
По утверждению отдельных исследователей, Лука представляет в пьесе учение Христа, и его имя восходит к имени апостола Луки. Уже вскоре после публикации драмы один из рецензентов писал: «Луку можно причислить к тем людям, которые „облика Христова суть“». Отмечали, что в берлинском Малом театре Лука был «представлен апостолом, изображён библейским проповедником».
Христос-от всех жалел и нам так велел.Лука
Важно, что ночлежники называют Луку «странником», сам же он называет себя «проходящим», «странствующим». Христос также уподоблял себя страннику: «Был странником, и вы приняли меня».
Исследователь С. Н. Пяткин отмечает, что с образом Луки связано евангельское благовествование.

## Виновность Луки
По утверждению О. С. Сухих, «Лука убеждает босяков в существовании того, во что им, по мнению старца, полезно будет верить. При этом неважно, существует ли в реальности то, во что предлагается верить».
Некоторые горьковеды утверждают, что в смерти Актёра виноват Лука. Так, Ю. Юзовский пишет: «Актёр доверился Луке, покорно, как ребёнок, дал себе повязать на глаза повязку „возвышающего обмана“. Когда эта повязка спала, было уже поздно, он не мог пережить своего разочарования и покончил с собой». Из высказываний Горького о своей пьесе можно предположить, что и он думал так же. В частности, в одном из писем он отмечает: «Актёр верит, что где-то на свете есть бесплатная лечебница для алкоголиков, и он живёт этой надеждой до четвёртого акта — до смерти надежды в его душе».
В. А. Ханов отмечает: «Рассматривая мифологический аспект, следует заметить, что Лука, как лукавый, бес, мог действительно спровоцировать Актёра на самоубийство. В народных верованиях черти постоянно вмешиваются в жизнь людей, толкая их на преступления, самоубийство».

## Оценка образа
Горький в процессе работы над пьесой называет Луку «сиреной», которая «поёт ложь из жалости к людям».
Все русские проповедники, за исключением Аввакума и, может быть, Тихона Задонского, — люди холодные, ибо верой живой и действенной не обладали. Когда я писал Луку в «На дне», я хотел изобразить вот именно этакого старичка: его интересуют «всякие ответы», но не люди; неизбежно сталкиваясь с ними, он их утешает, но только для того, чтоб они не мешали ему жить.М. Горький
Есть ещё весьма большое количество утешителей, которые утешают для того, чтобы им не надоедали своими жалобами... Утешители этого рода самые умные, знающие и красноречивые. Они же поэтому и самые вредоносные. Именно таким утешителем должен был быть Лука в пьесе «На дне», но я, видимо, не сумел сделать его таким.М. Горький, «О пьесах»
По признанию Горького, Л. Толстой оценивал Луку неодобрительно: «Старик у вас — несимпатичный, в доброту его — не веришь».

## Образ Луки в преподавании
Доктор педагогических наук Ефим Роговер в пособии «Разнообразие методических приемов в работе над драматическим произведением („На дне“ А. М. Горького в X классе вечерней школы)» (1961) считал возможным привлечениек к анализу образа странника Луки произведений русской живописи второй половины XIX — начала XX века. Он отмечал: «По одежде наиболее близки к внешнему облику Луки „Ходок“ К. А. Савицкого и „Странник“ В. Г. Перова (1870) (котомка за плечами, медная кружка у пояса, палка, армяк)». Методист, однако, отмечал, что, если «Ходок» — настоящий «протестант» и «мститель»  по своей природе, то «Странник» «излишне гладок, кроток». Ни те, ни другие человеческие черты, с точки зрения Роговера, Луке не характерны. Близкий же ему внутренний мир героя полотна учащиеся наверняка смогут найти в портрете Ивана Крамского «Мина Моисеев» («с его усмешкой, морщинами на лице, толстовкой») и на полотне Михаила Нестерова «Пустынник», на котором персонаж изображён с «хитринкой, лукавством в лице». Кроме этого, автор книги рекомендовал учителю привлечь к работе над текстом пьесы в качестве иллюстративного материала ещё одну картину Перова — также под названием «Странник», но созданную в 1859 году.

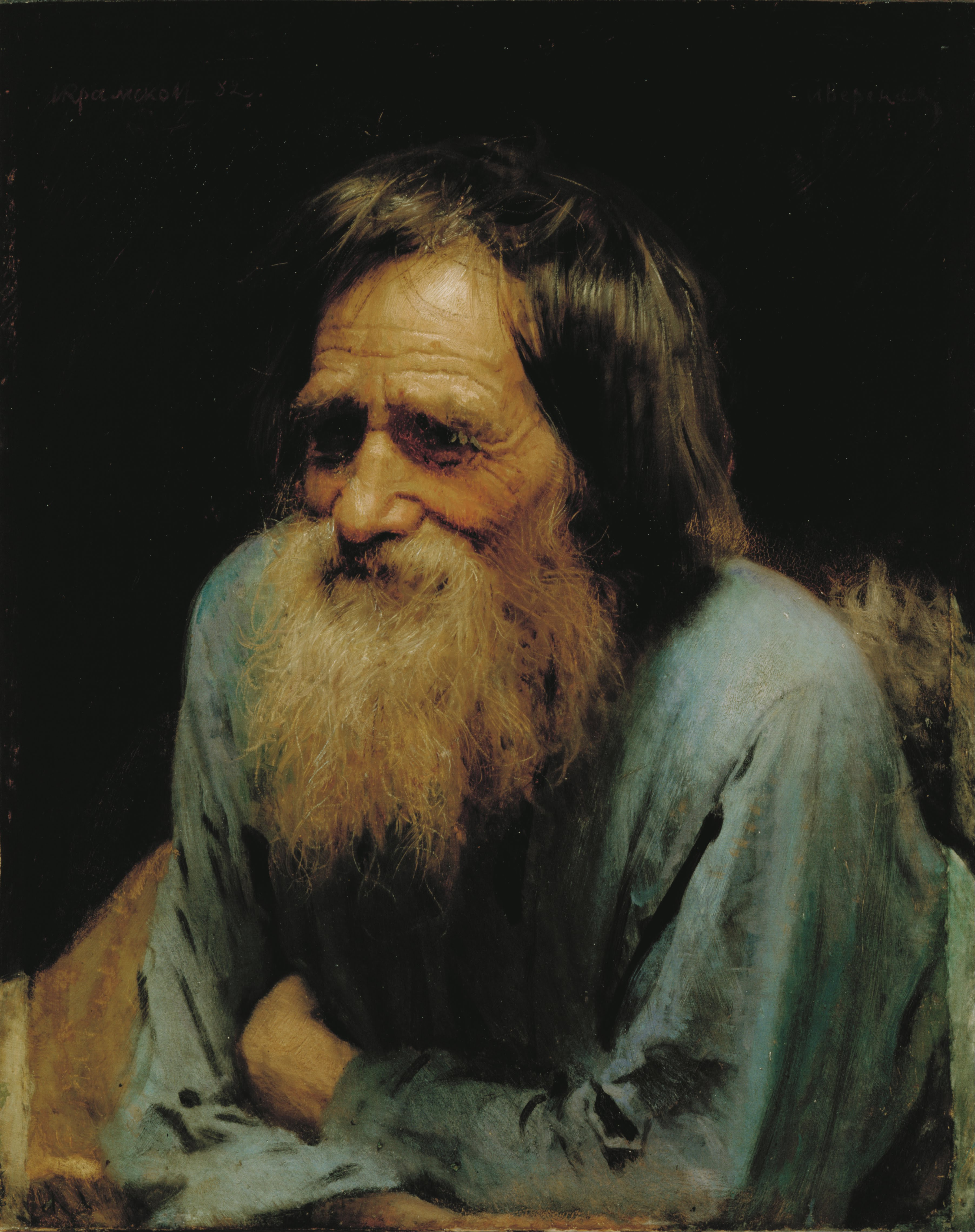
Иван Крамской. Мина Моисеев, 1882, холст, масло, 56,5 × 45,0 см, Русский музей
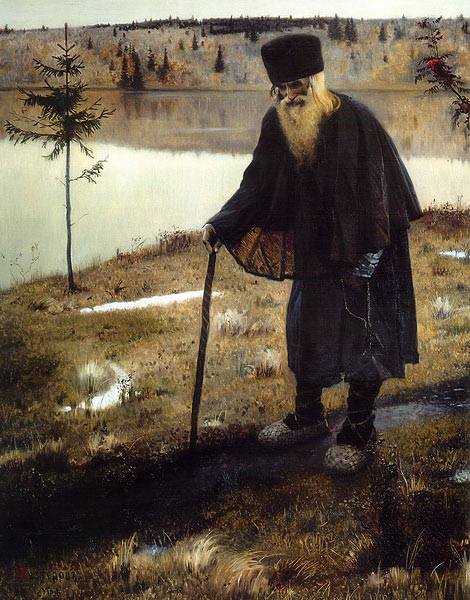
Михаил Нестеров. Пустынник, между 1888 и 1889, холст, масло, 144,5 × 126,4 см, Третьяковская галерея
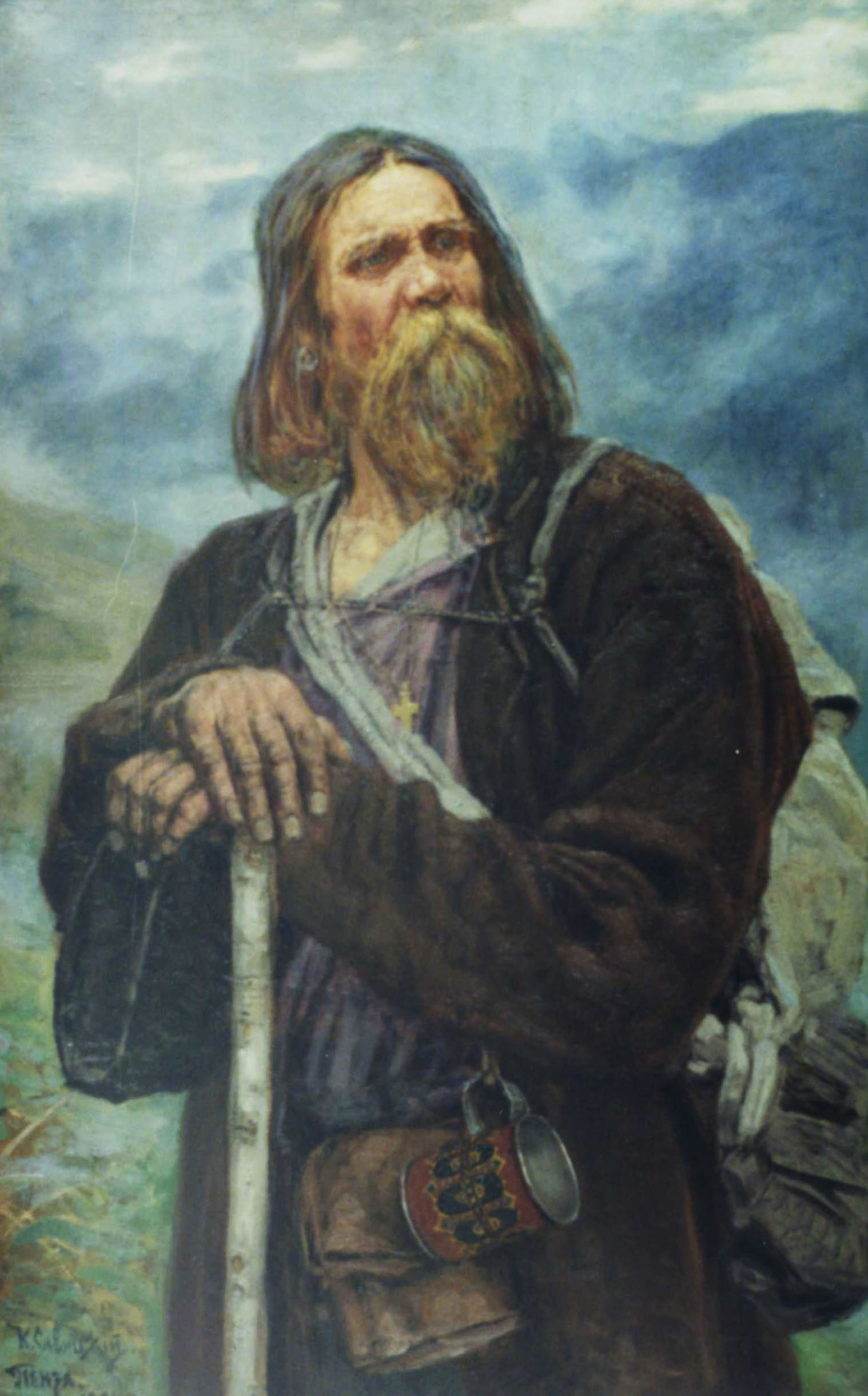
Константин Савицкий. Ходок. Новые места, 1904,  холст, масло, 104,5 × 67 см, Нижний Тагил
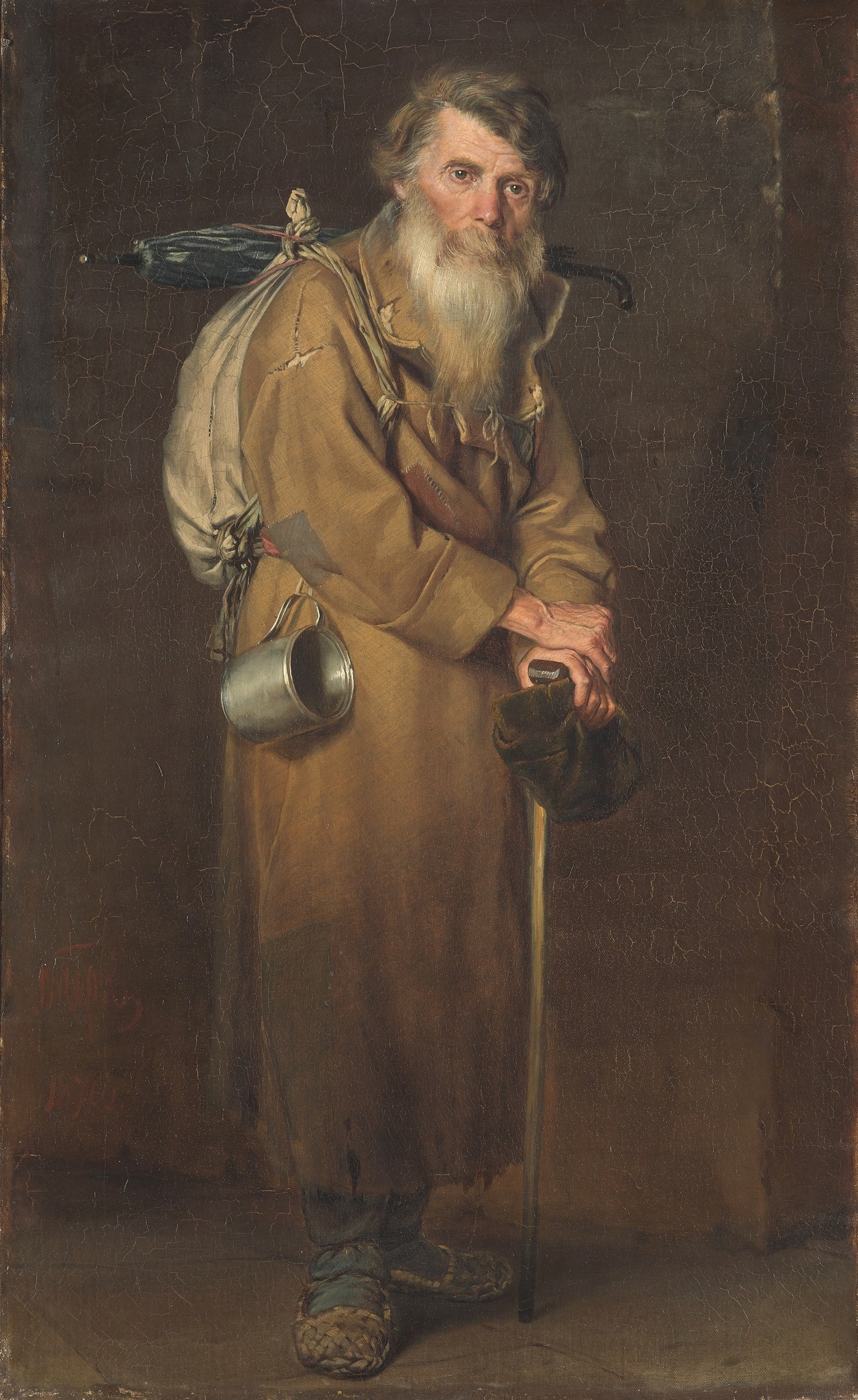
Василий Перов. Странник, 1870, масло, холст, 88 × 54 см, Третьяковская галерея